# Никитский, Владимир Петрович
Владимир Петрович Никитский (8 марта 1939 года — 11 августа 2016 года) — советский кандидат в космонавты ЦКБЭМ, 2-й набор. Автор научных трудов и изобретений.

## Биография
Родился 8 марта 1939 года в селе Грязное Михайловского района Рязанской области РСФСР.

### Образование
В 1956 году окончил 10 классов средней школы в с. Стрелецкие Выселки. В 1961 году — Московский химико-технологический институт им. Д. И. Менделеева, инженерный физико-химический факультет, специальность — «Технология электровакуумного производства». Получил квалификацию «инженер-технолог».
27 июня 1973 года защитил диссертацию и получил степень кандидата технических наук.
4 августа 1989 года защитил докторскую диссертацию. С 26 июля 1995 года — профессор кафедры прикладной механики и математики.
Академик Международной академии информатизации (1996).

### Деятельность
- С 11 августа 1961 года работал инженером, с 1 июля 1962 года — исполняющим обязанности начальника лаборатории, с 28 марта 1963 года — старшим инженером 20 отдела ОКБ-1.
- С 8 апреля 1963 года работал старшим инженером, с 19 мая 1964 года — начальником группы 6 отдела.
- 20 августа 1966 года был начальником группы 813 отдела ЦКБЭМ.
- С 1 января 1974 года — начальник лаборатории вакуумной технологии испытаний 813 отдела; с 1 апреля — начальник лаборатории 093 отдела ЦКБЭМ; с 1 октября — начальник лаборатории 083 отдела.
- С 16 июня 1981 года — начальник лаборатории 073 отдела; с 27 февраля 1987 года — 743 отдела НПО «Энергия»; с 30 ноября 1987 года работал начальником лаборатории, затем — заместителем начальника 743 отдела.
- С 1 июля 1988 года работал заместителем начальника, а с 7 августа 1989 года — начальником комплекса № 77 НПО «Энергия».
- С 8 декабря 1994 года — заместитель генерального конструктора, руководитель НТЦ-7Ц РКК «Энергия», директор программы по целевым нагрузкам и экспериментам РКК «Энергия». Работал генеральным директором Международного научно-технического центра по полезным нагрузкам космических объектов (МНТЦ ПНКО).
- 21 июля 1999 года приказом президента корпорации «Энергия» был освобождён от занимаемых должностей в Корпорации и направлен в распоряжение управления кадров для дальнейшего трудоустройства «за грубое нарушение установленного в Корпорации порядка обращения в вышестоящие инстанции».
- С 15 ноября 1999 года является главным научным сотрудником 892 отдела РКК «Энергия»[1][2]. Занимался поиском возможностей продолжения жизни советской пилотируемой космонавтики — орбитального комплекса «Мир», а также по сохранению активной позиции российских учёных в международных космических программах.

#### Космическая подготовка
18 августа 1967 года приказом главного конструктора ЦКБЭМ В. П. Мишина был включён в группу кандидатов в космонавты ЦКБЭМ по программе H1-Л3. С августа 1967 по май 1968 года проходил подготовку в ЦКБЭМ в составе группы космонавтов по программе Н1-ЛЗ.
Прошёл медицинское обследование в Институте медико-биологических проблем (ИМБП) и 30 ноября 1967 года получил заключение Главной медицинской комиссии (ГМК) о годности к спецтренировкам. Однако на заседании Государственной межведомственной комиссии (ГМВК) 24 мая 1968 года не был рекомендован к зачислению в отряд космонавтов. В связи с этим на должность космонавта в 071-й отдел не назначался, и выбыл из группы кандидатов в космонавты.

## Семья
- Отец — Никитский Пётр Иванович (1907—1978), учитель математики.
- Мать — Никитская (Буянкина) Александра Михайловна (род. 20.05.1917), наборщица в типографии, колхозница, домохозяйка.
- Жена (бывшая) — Никитская (Тарасова) Екатерина Семеновна (род. 28.11.1929), заведующая аптекой в городе Королёв, на пенсии.
  - Сын — Никитский Игорь Владимирович (род. 17.11.1968).
- Жена — Никитская (Корнилова) Надежда Николаевна (род. 01.02.1945), инженер РКК «Энергия», домохозяйка.
  - Сын — Никитский Пётр Владимирович (род. 10.06.1975).
  - Сын — Никитский Николай Владимирович (род. 18.01.1983).

## Награды
- Государственная премия УССР в области науки и техники (14 декабря 1982)[3];
- Премия Совета Министров СССР (2 декабря 1975);
- 1-й разряд по парашютному спорту (160 прыжков), 1-й разряд по авиационному спорту, 2-й разряд по штанге, 2-й разряд по вольной борьбе.